# استرپتوکوک پاراسانگوئینیس
استرپتوکوک پاراسانگوئینیس (Streptococcus parasanguinis)، گونه‌ای از استرپتوکوک است که در گروه استرپتوکوک‌های ویریدانس قرار گرفته‌است. این باکتری، یکی از مهمترین کلونیزه کننده‌های اولیه سطح دندان‌ها در انسان است. این باکتری از طریق پیلی یا فیمبریه به سطح دندان‌ها می‌چسبد. این چسبیدن منجر به تشکیل بیوفیلم در سطح دندان‌ها خواهد شد. با افزوده شدن سایر باکتری‌های کلونیزه کننده، پلاک‌های دندانی ایجاد می‌شوند. وجود استرپتوکوک پاراسانگوئینیس در دهان بیانگر میکروفلور سالم دهان است.

## ویژگی‌های ژنتیکی
ژنوم S. parasanguinis در سال ۲۰۱۲ توالی‌یابی شد و مشخص گردید این باکتری حاوی حدود ۲٫۱ مگاباز DNA و ۲۰۰۰ ژن کدکننده پروتئین است. تحلیل‌های مقایسه‌ای نشان می‌دهد این گونه دارای جزایر پاتوژنی مختص به خود نیست، اما ژن‌های مرتبط با تشکیل بیوفیلم مانند fap1 و gap3 به وفور در آن یافت می‌شوند.

## نقش در پاتوژنز
اگرچه این باکتری عمدتاً به عنوان فلور نرمال دهان شناخته می‌شود، در موارد نادر گزارش‌هایی از ایزوله شدن آن از نمونه‌های اندوکاردیت و عفونت دستگاه ادراری وجود دارد. مطالعات حیوانی نشان می‌دهد سویه‌های خاصی قادر به القاء التهاب در مدل‌های موشی هستند.

## تعامل با سایر میکروارگانیسم‌ها
S. parasanguinis با تولید باکتریوسین‌هایی مانند پاراسانگوئینیسین A، رشد استرپتوکوک موتانس (عامل اصلی پوسیدگی دندان) را مهار می‌کند. این ویژگی باعث شده است تحقیقاتی برای استفاده از آن به عنوان پروبیوتیک دهانی انجام شود.

## تشخیص آزمایشگاهی
در محیط کشت آگار خوندار، کلونی‌های خاکستری-سفید با هاله آلفا-همولیز ایجاد می‌کند. تست‌های بیوشیمیایی کلیدی برای شناسایی شامل:  
- تخمیر ترهالوز (+)
- هیدرولیز اسکولین (-)
- تولید آنزیم بتا-گلوکورونیداز (-)[۱۰]